# Nicolau I el Místic
Nicolau I el Místic (en grec Νικόλαος Α΄ Μυστικός) (852, Itàlia - 15 de maig del 925, Constantinoble) va ser un bisbe, teòleg i polític romà d'Orient, patriarca de Constantinoble dues vegades, de març del 901 al febrer del 907 i del maig del 912 fins a la seva mort el 925.

## Biografia
Nicolau va néixer a la península italiana. No se'n coneix res d'aquell període de la seva vida i dels seus estudis, tot i que l'examen dels seus escrits és testimoni de la seva gran cultura. Nicolau era amic del patriarca Foci. Va caure en desgràcia després que Foci fos destituït del càrrec de patriarca per l'emperador romà d'Orient Lleó VI el Filòsof l'any 886 i es va retirar a un convent. El propi Lleó VI el va reclamar i el va nomenar Místic (Μυστικός), secretari de l'emperador. L'1 de març del 901 Nicolau va ser nomenat patriarca de Constantinoble.
Nicolau va caure de nou en desgràcia amb l'emperador després de negar-se a celebrar el seu matrimoni amb Zoè Carbonopsina. Zoè tenia un fill de Lleó VI, el futur Constantí VII (2 de setembre del 905). L'emperador, que era vidu per tercer cop des del 901 i no tenia descendència masculina, va decidir de casar-se amb ella i legitimar el futur hereter del tron. Tanmateix, les lleis romanes d'Orient impedien el quart matrimoni, per la qual cosa Nicolau es va negar a celebrar el casament. Lleó va prometre renunciar al casament si el nen era batejat, i Nicolau ho va fer el 6 de gener del 906 amb el nom de Constantí. Lleó, contravenint l'acord, el 9 de gener es casà igualment amb Zoe gràcies a un sacerdot còmplice. Nicolau va respondre prohibint a l'emperador l'entrada a Santa Sofia. D'altra banda, hi ha la possibilitat que Nicolau estigués involucrat en la revolta del general Andrònic Ducas. Lleó, que no va acceptar la prohibició, va demanar la intervenció del papa Sergi III, que el contestar dient que el dret al matrimoni múltiple era arbitrari. Nicolau va ser deposat per l'emperador del càrrec de patriarca l'1 de febrer del 907 i substituït per Eutimi Sincel·le. Exiliat al seu convent, Nicolau va considerar injusta la decisió i la intervenció del papat. Això donarà origen a un dels cismes dins de l'Església, anomenat el Cisma de la Tetragàmia.
Nicolau va tornar al patriarcat després de la mort de Lleó (11 de maig del 912) i l'ascens al tron d'Alexandre, germà de Lleó VI. Al nomenament li va seguir una llarga lluita entre els partidaris de Nicolau i els d'Eutimi, que només va acabar quan l'any 920 el nou emperador Romà Lecapè va promulgar l'anomenat Tomos Unionis, un còdex que prohibia novament els quatre casaments. Alexandre va morir el 913 després d'haver provocat una guerra amb Bulgària, i havia pujat al tron Constantí VII, menor d'edat. Nicolau el Místic es va convertir en el principal membre de la regència del jove emperador, i com a tal, va haver de fer front a les pretensions de Simeó I el Gran de Bulgària sobre Constantinoble. Nicolau va negociar una solució pacífica: va coronar Simeó emperador dels búlgars en una cerimònia que es va celebrar en un lloc lluny de Constantinoble, i va organitzar un matrimoni entre la filla de Simeó i Constantí VII.
Les concessions a Simeó de Bulgària eren impopulars a Constantinoble i no afavorien la posició de Nicolau, de manera que el març del 914 Zoè va destituir Nicolau de la regència. Zoè també va revocar l'acord de Nicolau amb Simeó, reprenent les hostilitats amb Bulgària. El seu principal partidari, emperò, Lleó Focas el Vell, va ser derrotat durament l'any 917 en una batalla victoriosa per als búlgars de Simeó on van morir molts comandants romans d'Orient. En dificultats per aquesta derrota, Zoè i els seus partidaris van ser substituïts per l'almirall Romà Lecapè, que va imposar el matrimoni de la filla de Simeó, Helena, amb Constantí, que va ser proclamat emperador el 920. El patriarca Nicolau era un dels més forts partidaris del nou emperador i va reprendre les negociacions amb els búlgars fins a la seva mort el 925.
A més de les seves nombroses cartes a diversos dignataris i governants estrangers, Nicolau va escriure una homilia sobre el saqueig de Salònica per part dels àrabs l'any 904. Era un pensador crític que s'esforçava en posar en dubte l'autoritat de les cites de l'Antic Testament i la convicció que una ordre de l'emperador era una llei no escrita.